# Rocstar
"Rocstar" er single nr. 2 fra Malk de Koijns andet album Sneglzilla fra 2002. Den er udgivet på pladeselskabet BMG.

## Spor

### MaxiCD
1. "Rocstar" (Radio Version)
2. "Rocstar" (Acapella)
3. "Rocstar" (Instrumental)
4. "Mojo"
5. "Stakkels Isko"
6. "Malk De Koijn Går På Gymnasium"
7. "Malk De Koijn Går På Gymnasium" (Instrumental)

### 12" vinyl
Side 1
1. "Rocstar" (Radio Version)
2. "Rocstar" (A capella)

Side 2
1. "Mojo"
2. "Stakkels Isko"
3. "Kosmisk kaos" (Live remix/lille vega 2001)